# ヨハンネス・チコーニア
ヨハンネス・チコーニア (Johannes Ciconia, 1373年頃 - 1412年6月10日から7月12日の間）は、西洋中世イタリアのトレチェント音楽末期の作曲家。
同名の父親との混同から、長らく1330年代生誕説が採られてきたが、現在はそれより遅い年代設定が採られるようになりつつある。リエージュ生まれで、ルネサンス音楽の時代に先駆けて、フランスやイタリアで活躍した最初のフランドル人作曲家の一人とされている。

## 生涯
父ヨハンネスは、1350年にはアヴィニョンで、ローマ教皇クレメンス6世の甥夫妻の秘書を勤める。1358年にイタリアにたどり着き、パドヴァで活動。イタリア時代に、アルボルノス枢機卿（Gil Albornoz）の従者として各地を遍歴、各地の音楽様式を熟知するようになった。1372年にリエージュに戻る。未婚のままで子供をもうけた。

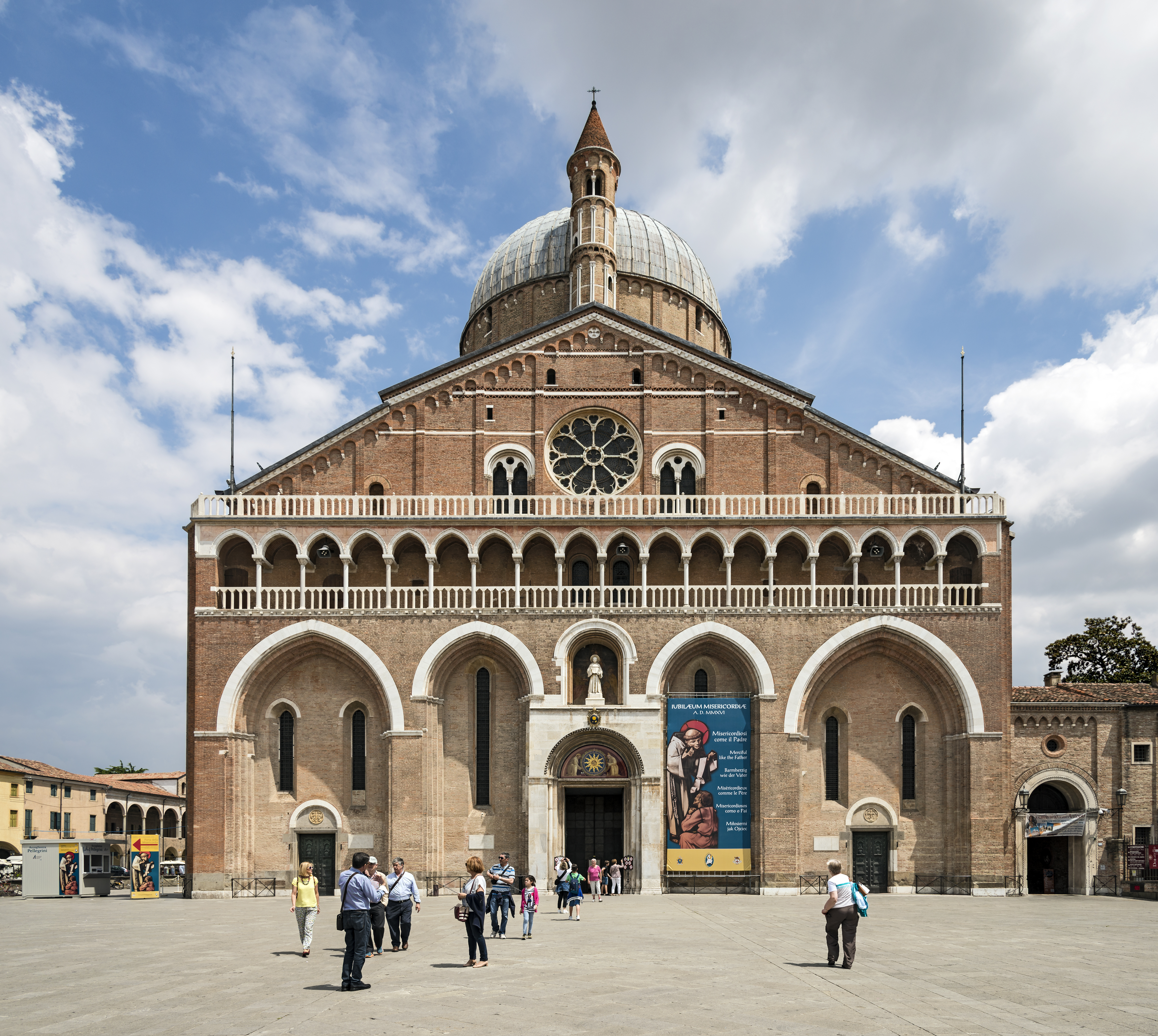
チコーニアが亡くなるまでカントルとして所属したパドヴァの聖アントニオ大聖堂

こんにち音楽史に名を残した子ヨハンネスについての記述が現れるのは、父が参事会員をしていたリエージュの福音者聖ヨハネ教会に聖歌隊歌手として登録された1385年の記録である。その後フィリップ・ダランソン枢機卿（Philippe d'Alençon）の許で1397年に同卿が亡くなるまで仕えていた。この間ダランソン枢機卿の赴任先である北欧各地に赴き、その帰還とともにローマのトラステーヴェレ聖マリア教会へ移動している。
この頃にローマ教皇ボニファティウス9世の元で活躍していたアントニオ・ザッカーラ・ダ・テーラモと出会い、特にグローリアなどのミサ構成曲に関して互いに影響し合ったことが作品から窺えるとされる。
さらに別の作品からは、1399年頃にミラノ公ジャン・ガレアッツォ・ヴィスコンティの宮廷（恐らくパヴィアの離宮）に出入りして、フィリップス・デ・カゼルタに師事しアルス・スブティリオルを吸収したとも見られている。
15世紀の始まり（1401年）6月までにパドヴァに渡って、1412年6ないし7月に亡くなるまで聖アントニオ大聖堂のカントル（教会楽長）ならびに少年聖歌隊員の指導者として在籍した。
最初の作品は1390年代までさかのぼるとされている。

## 作品
チコーニアの作品は折衷的な様式を示している。北イタリアのトレチェント音楽の典型例が、フランスのアルス・ノヴァやアルス・スブティリオルと結び付けられ、中世音楽後期の作曲様式からルネサンス音楽を指し示すような書法へと変質しかけている。チコーニアは世俗音楽（フランス語のヴィルレー、イタリア語のバッラータやマドリガーレ）とイソリズムを用いた宗教音楽（モテット、ミサ曲断章）の両方があり、音楽論も執筆した。作品の中には、誤って「チコーニア作」とされたものも混じっている。
古くから知られているバッラータ《涙を浮かべて “Con lagreme”》は当時においても有名であったようであるが、これは現在アルボルノス枢機卿の死の際に父ヨハンネスが作曲したものとする説が有力である。
年代の判る曲としては、1393年にトラーニへ新司教ヤコブス・クッベルスが着任した際に作曲されたとみられるイソリズム・モテット《おお、崇敬するのにふさわしく立派な男よ “O virum omnimoda”》、パドヴァがヴェネツィア共和国の支配下に置かれた1406年1月頃のモテット《おお、美しき星パドヴァよ “O Padua sidus praeclarum”》、1406年4月と見られているイソリズム・モテット《天から遣わされたアルバヌスよ “Albane misse celitus”》、1409年11月パドヴァの司教にピエトロ・マルチェロが新任した際に作曲されたと見られるモテット《ピエトロ・マルチェロを “Petrum Marcello”》など幾つかの祝祭用モテットが知られる。
一方、バッラータ《麗しのバラよ “O rosa bella”》に関しては、作詞者のL.ジュスティニアーニが1390年代初頭に生まれた事を考慮すれば、チコーニアの作品とするには年代的に無理があるとする見方がある（なお、この詩による作曲者としては、後年のジョン・ベディンガムやヨハンネス・オケゲムが名高い）。
その他に年代が判らないが、バッラータ《優しき運命の女神 “Dolçe fortuna”》や、1390年代から1400年代初頭にかけてミラノとヴェネツィアの覇権争いに対して独立を保った都市国家ルッカを賞賛したと見られるマドリガーレ《一匹の彪が “Una Panthera”》、アルス・スブティリオルのフィリップス・デ・カゼルタの曲からの借用が見られ、そのオマージュとも受け止められるヴィルレー《泉をじっと見つめている間 “Sus un' fontayne en remirant”》、また1390年代にザッカーラ・ダ・テーラモと互いに影響し、研鑽し合ったと見られるいくつかのグローリア楽章とクレド楽章などが、ルッカ・マンチーニ写本（Lucca, Mancini Codex）、ボローニャQ15写本（Manuscript Bologna Liceo Musicale Q15）を中心に残されている。

## 資料
"Papal Music and Musicians"  Richard Sherr ,Oxford University Press  2004, ISBN 0198164173